# Sedgwick, Arkansas
Sedgwick là một thị trấn thuộc quận Lawrence, tiểu bang Arkansas, Hoa Kỳ. Năm 2010, dân số của thị trấn này là 152 người.

## Dân số
- Dân số năm 2000: 112 người.
- Dân số năm 2010: 152 người.